# Xã Cold Spring, Quận Lebanon, Pennsylvania
Xã Cold Spring (tiếng Anh: Cold Spring Township) là một xã thuộc quận Lebanon, tiểu bang Pennsylvania, Hoa Kỳ. Năm 2010, dân số của xã này là 52 người.